# Total War: Rome II
Total War: Rome II (с англ. — «Тотальная война: Рим II») — компьютерная стратегическая игра, разработанная британской компанией Creative Assembly. Официально анонсирована 4 июля 2012 года. Восьмая игра в серии Total War, сиквел и ремейк вышедшей в 2004 году игры Rome: Total War. Релиз игры состоялся 3 сентября 2013 года. Минимальные системные требования остались такими же, как у Total War: Shogun 2.

## Особенности и отличия от предыдущих частей
По словам разработчиков, серия Total War вернётся к масштабности и обилию культур в игровом мире, в отличие от Total War: Shogun 2 и дополнений к нему — в этой игре Creative Assembly детально представила только местность и культуру Японии.
- Существенно изменённый движок Warscape — Warscape+.
- Большую роль в политике играют личные интриги правителей.
- Карта была серьёзно увеличена и расширена на Восток. Карта вмещает 183 региона[3].
- Сухопутные, морские сражения и осады объединены в одно сражение с несколькими этапами боя (сражение между судами, высадка десанта, осада крепости).
- Новая «система регионов». Провинция состоит из нескольких областей. При этом вы управляете не сразу всей провинцией, а захватывать придется все области.
- Несколько новых видов камер.
- Взаимодействие армии и флота, включая высадку десанта.
- Теперь в городе вместо одной площади несколько контрольных точек.
- Улучшенный ИИ.
- Перед тем как пойти на приступ стены или столкнуться с вражеским отрядом, командиры оборачиваются к подчиненным и подбадривают их криками. Лучше разглядеть такие мелкие детали помогает специальная камера, показывающая ход боя от лица отдельных солдат.
- Серьёзное увеличение численности отрядов.
- Каждый легион в игре особенный и отличается от других отрядов формой и своими уникальными особенностями[2].
- Города, долгое время находившиеся под осадой выглядят соответствующе: стены окружены осадными укреплениями, местность вокруг разорена, а в самом городе можно увидеть пожары и разрушения.
- Возможность войти в режим тактического обзора карты прямо во время битвы. Точками различного цвета отмечены соединения, находящиеся на карте.
- Чтобы лучше передать эмоции солдат и саму атмосферу на поле боя, разработчики существенно проработали анимацию персонажей. Теперь при угрозе обстрела солдаты могут закрываться щитами и т. п. Лицевая анимация также подверглась значительному улучшению по сравнению с предыдущими частями.
- Если в Shogun 2 упор делался на индивидуальные схватки между юнитами, то в Rome II разработчики делают упор на жестокие групповые схватки[4].
- Появилась возможность перемещать армии по рекам и морям. Грузовые суда упразднены. Армия во время переправы может атаковать и защищаться, как флот. Возможность десанта армии прямо во вражеский порт с последующим штурмом города.
- Около 500 видов боевых единиц[3].
- Впервые в серии Total War в Rome 2 реализована разница в росте между юнитами.
- Крупные города могут откатиться на предыдущую ступень развития, если будет нарушен режим поставки продовольствия (новая экономическая система).
- Невозможно нанять отряды в городе. Отряды набираются армиями под руководством генерала. Новую армию можно создать в любом городе, но существует лимит на армии, зависящий от размера империи. Может произойти ситуация, когда враг неожиданно вторгается, а все армии на другой границе и достигнут лимит. Чтобы защититься придется отводить существующие армии. Флот и агенты также лимитированы.
- Нанесённый во время осады ущерб может сказываться долгие годы, многие здания могут быть разрушены до основания.
- У кораблей появилась способность идти на таран.
- Возможность создавать и изменять флаги и названия армий по своему усмотрению.

## Фракции
Всего заявлено 117 фракций, которые делятся на семь культур — Римскую, Пуническую, Греческую, Восточную, Галльскую, Германскую, Балканскую; различия между ними гораздо более существенны, чем в прошлых играх. Каждый культурный тип имеет свои сильные стороны в торговле, ведении войн, политике и умениях агентов. Развитие технологий также будет отличаться, но основные направления едины для всех — гражданское, военное и техническое. Помимо этого, некоторые фракции делятся на доступные для игроков семьи, каждая из которых будет иметь свои уникальные преимущества. Гораздо больше внимания уделяется взаимодействию игрока с внутриполитической системой фракции. Порой с ней придётся вступать в противодействие. Игровым персонажам предстоит сочетать в себе роли политика и полководца.
Изначально игроку (без учёта DLC) доступны:
- Арверны
- Египет
- Ицены
- Карфаген
- Македония
- Парфия
- Римская республика
- Свебы
- Селевкиды
- Бактрия
- Армения
- Понт
- Геты
- Массилия

## Загружаемый контент
Некоторые фракции доступны для игры только в случае покупки определённого дополнения.

### Бесплатные пакеты
В течение года игроку были открыты следующие фракции: Бактрия и Селевкиды — дополнившие культурную группу Государств диадохов; Понт — дополнивший культурную группу Державы Востока; Геты — единственный представитель новой культурной группы Балканских племён; Массалия — единственный представитель новой культурной группы Греческих полисов.
16 сентября 2014 года вышла игровая кампания «Imperator Augustus», посвящённая падению Римской республики и войне Второго триумвирата. В рамках новой кампании игроку доступны 10 фракций, объединённых в 6 культурных групп. Рим представлен провинциями под управлением Марка Антония, Октавиана, Лепида и Помпея. Державы Востока представлены Парфией (под руководством Орода II) и Арменией (под руководством Артавазда II). Прочие культурные группы представлены единственной фракцией: государства диадохов — Египтом (под руководством Клеопатры), племена Британии — иценами, германские племена — маркоманами.
С выходом дополнения «Император Август» все фракции, выпущенные в формате бесплатных дополнений, были включены в основной формат по умолчанию (не требовалось загружать их отдельными патчами), вследствие чего стандартное электронное издание было преобразовано в «Обновлённое издание».

### Платные пакеты

#### Кампании

##### Caesar in Gaul
| Русскоязычные издания | Русскоязычные издания |
| Издание               | Оценка                |
| --------------------- | --------------------- |
| Riot Pixels           | 65 %                  |

Дата выхода 17 декабря 2013 года.
«Цезарь в Галлии» — это самостоятельная кампания для Total War: ROME II, посвященная завоевательной войне Юлия Цезаря против галльских племен. В основе кампании лежит сочинение Цезаря «Записки о Галльской войне». Игроки могут выбрать между четырьмя фракциями, участвующими в данном конфликте: арвернами (галлы), свебами (германцы), нервиями (белги) и Римом. Кампания «Цезарь в Галлии» охватывает меньший промежуток времени (58 — 51 гг. до н. э.) и меньшую часть территории, чем базовая игра, однако в ней более подробно представлены Галлия и южное побережье Британии, больше фракций (игровых и неигровых). В кампании присутствует ряд известных генералов и исторических государственных деятелей, таких как Гай Юлий Цезарь или Марк Антоний, которых игрок нанимает или с которыми сражается, в зависимости от выбранной фракции. В кампанию добавлено новое историческое сражение — битва при Алезии, которая стала поворотным моментом в Галльской войне, приведя к пленению Верцингеторикса. В битве при Алезии в задачу игрока входит осада галльской крепости под командованием Верцингеторикса.
Помимо игровых фракций новой кампании, в дополнении «Цезарь в Галлии» представлены три новые фракции для культурной группы Галльских племён в основной игре: нервии, бойи и галаты.

##### Hannibal at the Gates
| Русскоязычные издания | Русскоязычные издания |
| Издание               | Оценка                |
| --------------------- | --------------------- |
| Riot Pixels           | 60 %                  |

Дата выхода 27 марта 2014 года.
Игроки отправятся на Западное Средиземноморье во времена Второй пунической войны, в рамках новой кампании примут участие в противостоянии Сципиона и Ганнибала и разберутся в «геополитической ситуации». Доступны будут 5 новых фракций и, разумеется, новые юниты. Рим и Карфаген получат апдейты с гражданским древом технологий.
В большую кампанию добавляется культурная группа Иберских племён, состоящая из фракций Лузитаны и Ареваки; культурная группа Греческих полисов получает расширение в виде фракции Сиракузы.

##### Wrath of Sparta Campaign Pack
Дата выхода 16 декабря 2014 года.
Кампания посвящена Пелопоннеской войне. Афины которые превратили союз полисов в свою империю становятся сильной и влиятельной страной в Аттике. Спарта, Коринф и города Беотийского союза объединяются в коалицию против Афин. Персы смотрят за тем чтобы ни одна из сторон не усилилась слишком сильно.

##### Empire Divided
Дата выхода 30 ноября 2017 года.
Игровая кампания «Разделённой империи» посвящена кризису Римской империи III века, стартуя в 270 году. В дополнении введены новые механики (разбойники, цепочки событий, религиозные культы), дополнительные навыки полководцев, технологии, цепочки развития построек и воинские отряды
Игроку доступны пять культур и десять фракций:
- Расколотая Римская империя
  - Галльский Рим (Гай Тетрик)
  - Пальмира (Зенобия)
  - Рим (лидер — Аврелиан)
- Германские царства
  - Готы (Каннаб)
  - Маркоманны (Бурхард)
  - Саксы (Сигерик)
- Державы Востока
  - Великая Армения
  - Сасаниды
- Кочевые племена
  - Аланы (Никануур)
- Кельты Британии
  - Каледонцы (Сеговакс)

### Rise of the Republic
Вышла 9 мая 2018 года.
Добавляет кампанию, повествующую о возвышении Рима. У каждой из 9 доступных фракций есть определённое действие, заменяющее им смену системы правления, и определённый бонус — отрицательный (красный), обычный (жёлтый) и положительный (зелёный). Так например, этруски Террачины могут устраивать собрания с определённым эффектом, а не менять систему, бонус — отрицательный, при потере столицы фракция проигрывает.
Фракции:
- Греческие полисы:
  - Сиракузы,
  - Тарас,
- Галльские племена:
  - Сеноны,
  - Инсубры,
- Цивилизации италийцев:
  - Рим,
  - Террачина,
- Италийские племена:
  - Венеты,
  - Самниты,
- Нурагические племена:
  - Иолаи

### Культуры
Greek States
Дата выхода 3 сентября 2013 года. К уже имеющейся культурной группе Греческих полисов (представленной единственной фракцией Массалия) добавляются Эпир, Спарта и Афины. Этими фракциями можно полноценно играть в обычных кампании и сражениях, а также в сетевом режиме.
Nomadic Tribes
Дата выхода 22 октября 2013 года.
Добавляет культурную группу Кочевых племён, представленную тремя фракциями: Роксоланы, Массагеты и Царские скифы. Прописано новое древо технологий, новые юниты, новые административные, культурные и религиозные постройки (но не новая религия); для Кочевых племён невозможно установление республиканского строя. Можно использовать эти фракции в одиночных и сетевых кампаниях, а также в настраиваемых битвах и сражениях по сети.
Pirates and Raiders
Дата выхода 29 мая 2014 года.
К уже представленной в игре культурной группе Балканских племён (представленной единственной фракцией гетов) добавлены три новые фракции: ардиеи, Одрисское царство и Тила. Ключевой особенностью фракций является ориентация на набеги и грабёж — посредством пиратства, наёмничества и регулярных сухопутных отрядов соответственно — что требует специфического стиля игры. Переработано стандартное «варварское» древо технологий, добавлено несколько религиозных построек; для Балканских племён невозможно установление республиканского строя.
Black Sea Colonies
Дата выхода 20 ноября 2014 года.
Добавляет фракцию греческих колоний черноморского побережья: Киммерия, Колхида и Пергам. Ключевой особенностью фракций является смешение их ростеров на базе «греческого»: греко-скифский, греко-восточный и греко-галатский соответственно. Переработано стандартное «греческое» древо технологий, добавлено несколько культурных и религиозных построек; для Причерноморских колоний задан максимально широкий диапазон (4 типа) возможного государственного строя.
Desert Kingdoms
Дата выхода 8 марта 2018 года.
Добавлена игровые культуры пустынных царств: африкано-аравийскую группу представляют царства Куш, Саба и Набатея; масесилы представляют нумидийскую. Прописано новое древо технологий, новая религия, новые юниты; добавлены новые административные, культурные и религиозные постройки; для Пустынных царств задан максимально широкий диапазон (4 типа) возможного государственного строя.

#### Дополнения
Blood & Gore
Дата выхода 31 октября 2013 года.
Дополнение «Кровь и зрелища» позволяет погрузиться в жестокость сражения без купюр: отрубленные головы, отлетающие конечности и пронзенные насквозь тела. В бою для разных отрядов предусмотрены различные анимационные вставки. В этом дополнении используется ещё более детальная визуализация, чем в Shogun 2, что позволяет прочувствовать всю жестокость настоящего боя.
Добавлены следующие визуальные и звуковые эффекты:
- новый, забрызганный кровью, интерфейс;
- новый параметр в настройках графики, который позволяет включать или отключать кровь;
- визуальные эффекты крови при попадании стрелы/пилума/копья;
- визуальные эффекты крови при попадании камня;
- визуальные эффекты крови при предсмертной анимации;
- шейдеры крови при анимации смерти и на атакующих;
- обезглавливание при некоторой предсмертной анимации;
- расчленение при некоторой предсмертной анимации;
- пятна крови на местности;
- звуковые эффекты в анимации с кровью.

Beasts of War
Дата выхода 17 февраля 2014 года.
Дополнение содержит несколько новых видов боевых единиц, доступных для определённых фракций. К примеру, Молосские псы, доступные игроку при игре за Эпир, баллиста, стреляющая змеями или скорпионами (Карфагену и Понту с Парфией соответственно), бронированные слоны, доступные в качестве наёмников (Дура-Европос, Антиохия, Тирос, Палмейра), катафракты на бронированных верблюдах (Парфия) и берсерки в шкурах леопардов (Египетские наемники).
Wonders & Seasons
Дата выхода 26 марта 2014 года.
В основной игре добавлены времена года и чудеса света на полях сражений. Это дополнение было включено в 11-е бесплатное обновление.
Daughters of Mars
Дата выхода 15 августа 2014 года.
Добавлены новые виды боевых единиц для фракций Рим, Лузитаны, Свебы и Спарта. Однако данные виды войск могут быть привлечены в качестве наёмников другими фракциями.

## Издания игры
Total War: Rome II представлена в четырёх изданиях:

###### Цифровое издание
Включает только цифровую копию игры. При предзаказе, Greek States Culture Pack.

###### Стандартное
Диск с игрой.

###### Расширенное издание
- Диск с игрой и документация
- Карта провинций Римской Империи
- Полная версия легендарной игры Rome: Total War
- При предзаказе, Greek States Culture Pack.

###### Имперское издание
Российское имперское издание включает:
- Коллекционное издание, выпускаемое строго ограниченным тиражом в 4,000 экземпляров (в мире — 22,000)
- Диск с игрой и документация
- Уникальная коробка-трансформер, превращающаяся в поле «Табула», древнего аналога игры «Нарды»
- Игральные кости и фишки для игры «Табула» в холщовом мешочке
- Карта провинций Римской Империи, напечатанная на холсте
- Набор карт «Пунические войны»
- Карточка с деревом технологий «Пунические войны»
- Инструкция к настольным играм
- Полная версия легендарной игры Rome: Total War
- При предзаказе, Greek States Culture Pack.

## Продажи
Total War: Rome II превзошла в коммерческом отношении все остальные игры серии Total War как по продажам, так и по количеству одновременных игроков в день её выхода. К 23 августа 2013 года предварительные заказы Total War: Rome II более чем в шесть раз превысили показатели Total War: Shogun 2, что сделало Rome II самой предварительно заказанной игрой в истории франшизы Total War. По состоянию на 31 марта 2014 года игра была продана тиражом 1,13 миллиона копий в Европе и Северной Америке.
Летом 2018 года, благодаря уязвимости в защите Steam Web API, стало известно, что точное количество пользователей сервиса Steam, которые играли в Total War: Rome II - Emperor Edition хотя бы один раз, составляет 3 350 407 человек.

## Отзывы
| Сводный рейтинг | Сводный рейтинг |
| Агрегатор       | Оценка          |
| --------------- | --------------- |
| GameRankings    | 76,45 %         |

Игра победила в номинации «Стратегия года» (2013) журнала «Игромания».